# Liste der Ober- und Mittelzentren in Schleswig-Holstein
Die Liste der Ober- und Mittelzentren in Schleswig-Holstein listet alle Oberzentren, Mittelzentren und „Mittelzentren im Verdichtungsraum“ in Schleswig-Holstein auf. Grundlage ist der Landesentwicklungsplan Schleswig-Holstein 2021.
Die Einträge sind alphabetisch sortiert.

## Oberzentren
| Zentrum    | Kreis                              |
| ---------- | ---------------------------------- |
| Flensburg  | Kreisfreie Stadt                   |
| Kiel       | Kreisfreie Stadt, Landeshauptstadt |
| Lübeck     | Kreisfreie Stadt                   |
| Neumünster | Kreisfreie Stadt                   |

## Mittelzentren
| Zentrum                    | Kreis                 |
| -------------------------- | --------------------- |
| Bad Oldesloe               | Stormarn              |
| Bad Segeberg und Wahlstedt | Segeberg              |
| Brunsbüttel                | Dithmarschen          |
| Eckernförde                | Rendsburg-Eckernförde |
| Elmshorn                   | Pinneberg             |
| Eutin                      | Ostholstein           |
| Heide                      | Dithmarschen          |
| Husum                      | Nordfriesland         |
| Itzehoe                    | Steinburg             |
| Kaltenkirchen              | Segeberg              |
| Mölln                      | Herzogtum Lauenburg   |
| Rendsburg                  | Rendsburg-Eckernförde |
| Schleswig                  | Schleswig-Flensburg   |

## Mittelzentren im Verdichtungsraum
Die „Mittelzentren im Verdichtungsraum“ gehören zum Ballungsraum der Metropole Hamburg.
| Zentrum     | Kreis               |
| ----------- | ------------------- |
| Ahrensburg  | Stormarn            |
| Geesthacht  | Herzogtum Lauenburg |
| Glinde      | Stormarn            |
| Norderstedt | Segeberg            |
| Pinneberg   | Pinneberg           |
| Reinbek     | Stormarn            |
| Wedel       | Pinneberg           |
| Wentorf     | Herzogtum Lauenburg |

## Belege
- Ministerium für Inneres, ländliche Räume, Integration und Gleichstellung des Landes Schleswig-Holstein (Hrsg.): Landesentwicklungsplan Schleswig-Holstein – Fortschreibung 2021. (schleswig-holstein.de [PDF]).